# Гејзерске ноћи у Сијаринској Бањи
Гејзерске ноћи су традиционална туристичка манифестација Јужне Србије. Одржавају се у Сијаринској Бањи, Општина Медвеђа, током јула месеца. Најчешће трају 8 до 15 дана, затварају се 2. августа Светоилијским сабором.

## Историја
Први пут су организоване 1998. године у организацији Месне заједнице, а од наредне године улогу организатора преузео је Завод за специјализовану рехабилитацију „Гејзер".
Прве четири године манифестација се звала Светоилијски сабор. Првобитна идеја била је осмислити локалну бањску славу тако да се гостима, а и мештанима, обогати друштвени живот, и у основи је имала организацију турнира у малом фудбалу и супер турнир у шаху. Програм је био обогаћен и наступом културно уметничког друштва "Једнота" из Бачког Петровца, јер се бања тада братимила са Гложаном, селом поред Бачког Петровца, чију већину становника чине Словаци. Пете године манифестација мења име у Гејзерске ноћи и постаје традиција која је уврштена у туристичку понуду Сијаринске Бање са циљем да се обогати садржај боравка гостију, повећа ванпасионска потрошња, учини медијска промоција као и већа посећеност бање.

## Програм манифестације

### Културно-забавни програм
Културно-забавни програм одвија се у башти ресторана „Снежник“, који је део комплекса базена изграђеног око гејзера. Чине га гостовања Културно уметничких друштава југа Србије, глумаца, позоришних кућа, балетских група, естрадних уметника, књижевно и гусларско вече. Бројни познати уметници, попут Јове Радовановић, Катарине Вићентијевић, Снежане Савић, Биљане Јевтић, Алескандра Илића, Неше Галије, али и млађих глумачких и певачких звезда Србије, својим учешћем обележили су Гејзерске ноћи.

### Спортско-рекреативни програм
Спортско-рекреативни део манифестације чине турнири у малом фудбалу, шаху, одбојци на песку, баскету. Такође, на оближњем језеру, организује се такмичење у спортском риболову. На Олимпијском базену одржава се такмичење у пливању и скоковима у воду. Свечано проглашење победника и додела медаља и награда резервисано је за завршни дан Гејзерских ноћи, 2. август.

### Избор за Мис гејзера
Избор за Мис гејзера окупља велики број девојака Јужне Србије које имају прилику да се презентују али и освоје седмодневни боравак у хотелу „Гејзер“ у Сијаринској Бањи. Давне 2000. године у склопу Гејзерских ноћи било је одржано полуфинале избора за мис Југославије у организацији Мис Ју Компани и Весне Југовић.

### Венчање под гејзером
Гејзер је оно што Сијаринску Бању чини јединственом у Европи, па је и чин склапања брака под гејзером својеврсна атракција. Младенци на поклон добијају „медени викенд“ у хотелу „Гејзер“. Једне године је чак пет парова истовремено склопило брак на овај јединствен начин.

### Светоилијски сабор
Завршницу манифестације чини Светоилијски сабор, који се организује у сарадњи са бањском црквом. Неколико пута је догађај својим присуством удостојио епископ нишки Иринеј, који је 2010. године изабран за патријарха Српске Православне цркве.

### Златни котлић Гејзера
Једна од најпопуларнијих кулинарских манифестација у Сијаринској Бањи је Златни котлић Гејзера. Овај догађај окупља љубитеље кувања, аматерске и професионалне куваре, који се такмиче у припреми хране из котлића. Такмичење се одржава на отвореном, где учесници користе традиционалне методе припреме хране у котлићима. Атмосфера је увек пуна доброг расположења, мириса домаће кухиње и забаве за све посетиоце. Поред такмичења, посетиоци могу уживати у домаћим специјалитетима и дружењу у пријатном амбијенту. Манифестација се организује сваке године крајем јула и почетком августа,такмичарског је карактера са проглашењем победника, на шеталишту испред отворених базена у Сијаринској бањи.

## Галерија
- Венчање под гејзером
- Венчање под гејзером
- Избор за мис
- Културно-уметнички програм
- Ресторан
- Фолклор
- Фолклор
- Поглед на цркву ноћу
- Бања ноћу
- Колонада ноћу